# Pelegrí Pérez Galarza
Pelegrí Pérez Galarza, Ricardo, Àngel (Bunyol, 1911- La Ginebrosa, Terol, 1948). Guerriller antifeixista valencià.
Es va afiliar al PCE el 1932. Durant la Guerra Espanyola fou comissari polític del XIV Cos de l'Exèrcit Republicà. En acabar la guerra fou evacuat a la URSS. En la Segona Guerra Mundial formà part de l'Exèrcit Roig, comandant una unitat responsable de la defensa de Moscou. El 1946 travessà la serralada pirinenca i arribà al País Valencià per a substituir el cap del sector 17è de l'Agrupació Guerrilera de Llevant (AGL), Angel Fuertes Vidosa, Antonio, que havia estat assassinat el 26 de maig d'aquell any. Va ser el secretari del Comitè Regional del PCE a València.
Va ser ferit greument l'estiu de 1948 en un enfrontament a la Ginebrosa (Terol) i morí el 4 de juliol. Fou enterrat a Alcanyís. Segons altres fonts, va ser executat a començament de l'agost de 1948 per ordre de la direcció del PCE.